# Messena somnolenta
Messena somnolenta är en insektsart som beskrevs av Gerstaecker 1895. Messena somnolenta ingår i släktet Messena och familjen Eurybrachidae. Inga underarter finns listade i Catalogue of Life.